# 마스지드 알하람

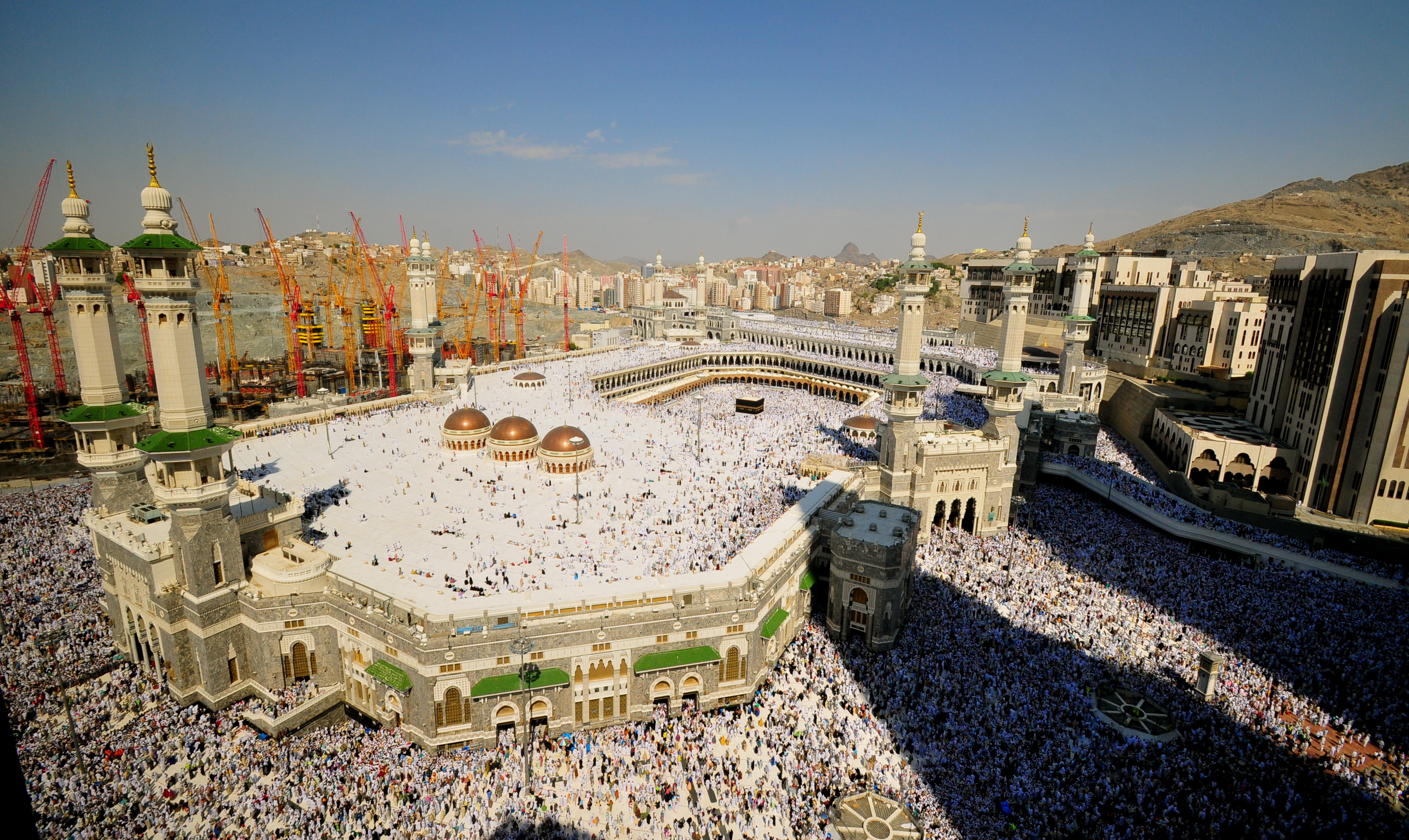
마스지드 알하람

마스지드 알하람(아랍어: المسجد الحرام)은 사우디아라비아 메카에 있는 모스크이다. 서방에는 신성 모스크, 또는 대모스크 또는 메카의 대모스크로 알려져 있다. 마스지드 알 하람은 무슬림에게 최고의 성지인 카바 주위를 보호하고 카바에 예배를 올리기 위한 사원이다. 따라서 지구상에서 이 사원만 키블라를 알려주는 미흐라브가 없다.
무함마드가 630년 전쟁에서 승리해 메카에 입성한 이후 카바에 있던 우상들을 파괴해 기존의 다신교적 사용을 종결시켰으며,
 692년 우마이야 왕조의 압드 알말릭 이븐 마르완에 의해 첫 대규모 보수 공사가 단행되었다.

## 구조
평면형은 안에 광장이 있는 육각형에 뿔이 돋은 듯한 모양이다. 안 광장에는 카바, 잠잠의 샘이 있다. 건물 본체는 흰 벽으로 된 2층의 거대한 신전이다. 대리석 외벽이 있고 1층, 2층, 옥상에는 예배 때의 정렬하는 선이 그어져 있고, 높은 첨탑을 갖추고 있다. 100만명을 수용할 수 있고, 내부에는 에스컬레이터, 에어컨 등 현대적인 시설을 갖추고 있다.